# U-Bahnhof Perú

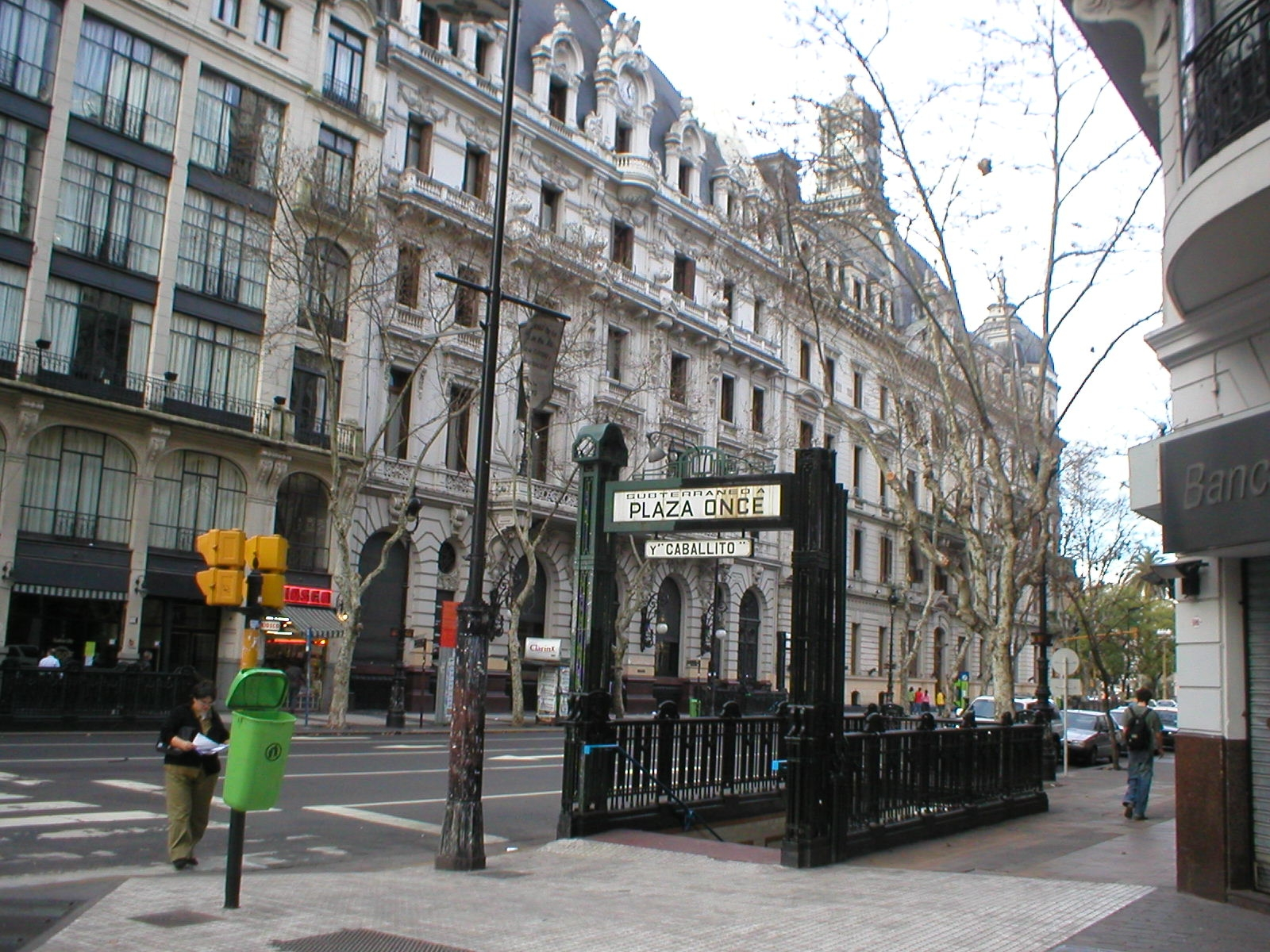
Eingang zum U-Bahnhof Perú

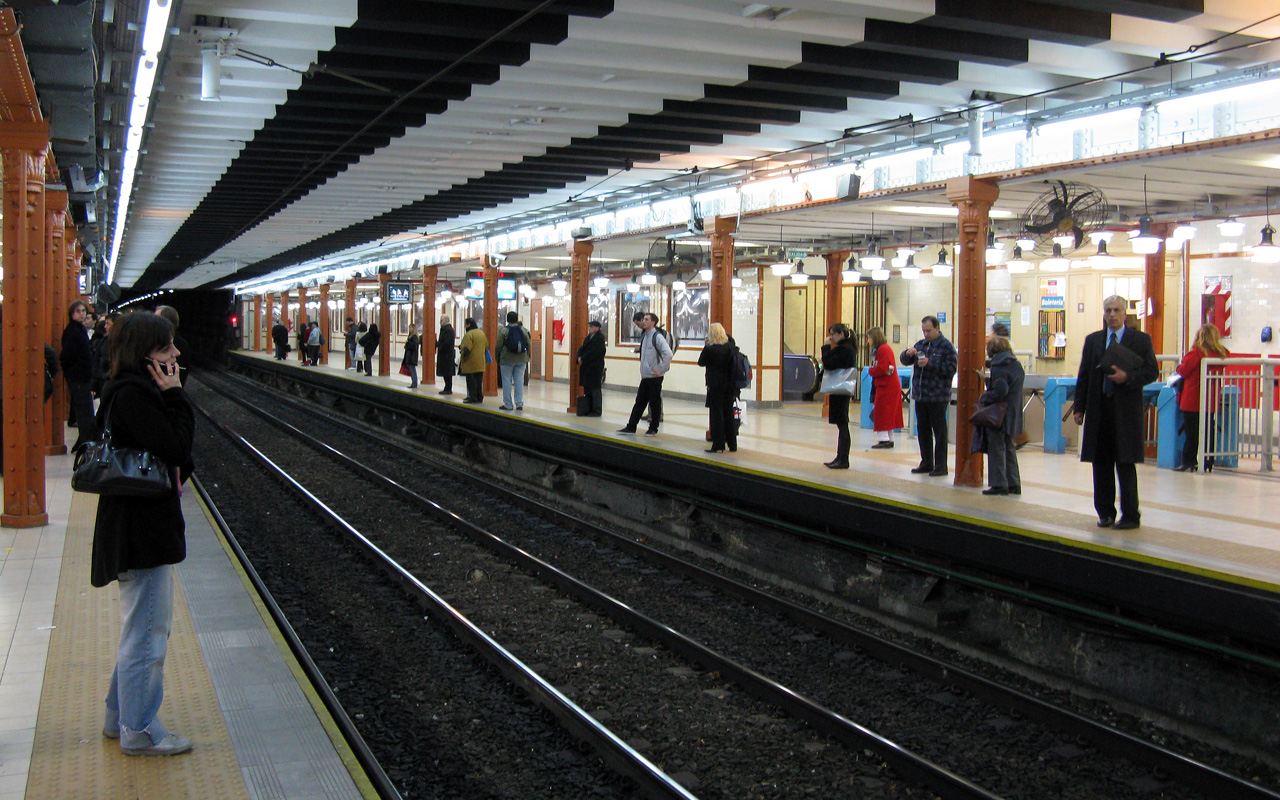
Blick auf die beiden Seitenbahnsteige des Bahnhofes

Der U-Bahnhof Perú ist eine Station der Linie A der Subterráneos de Buenos Aires und wurde gemeinsam mit dem Abschnitt Plaza de Mayo–Plaza Miserere als erste des Netzes am 1. Dezember 1913 eröffnet. Der U-Bahnhof befindet sich am westlichen Ende der Plaza de Mayo unter der Kreuzung Avenida de Mayo und der namensgebenden Calle Perú. Es bestehen Umsteigemöglichkeiten zu den U-Bahnhöfen Bolívar (Linie E) und Catedral (Linie D).

## Geschichte
Der U-Bahnhof Perú gehört zum Eröffnungsabschnitt der ersten U-Bahn-Strecke von Buenos Aires zwischen der Plaza de Mayo und der Plaza Miserere. Der Bahnhof erhielt zwei Seitenbahnsteige. Die Zugänge befinden sich jeweils in Bahnsteigmitte, an der Oberfläche jeweils zwei auf der nördlichen und südlichen Straßenseite der Avenida de Mayo. Die Wände sind bis heute weiß gefliest, die Metallstützen und die Zierleisten braun gefärbt.
Zum 75-jährigen Jubiläum der Eröffnung der Linie A 1988 erhielt der Bahnhof eine Restaurierung im Stile vom Anfang des 20. Jahrhunderts. Dazu gehörten unter anderem die Fahrkartenschalter, Absperrgitter, Lampen, Werbeplakate von 1913 sowie die ursprünglichen Hinweisschilder an den Straßenzugängen. 1997 wurde der U-Bahnhof als nationales historisches Denkmal (monumento histórico nacional) eingestuft.
Zwischen 2007 und 2008 führte der Konzessionär Metrovías eine Sanierung durch, unter anderem wurden alle Fliesen ersetzt und die 1988 angebrachten Werbeplakate entfernt. Verschiedene Details der Jubiläumsrestaurierung verschwanden ebenfalls. Dafür erhielt im Jahr 2008 der Fußgängertunnel zum Nachbarbahnhof Catedral eine Reproduktion eines Mafalda-Comics, im Mai 2009 ergänzte Metrovías den Bahnhof mit historischen Fotografien der Linie A.
Ein Einbau von Aufzügen für mobilitätseingeschränkte Fahrgäste ist angedacht.

## Anbindung
Am U-Bahnhof bestehen Umsteigemöglichkeit zu zahlreichen Bussen (colectivos) sowie zu den Subte-Linien D (Bahnhof Catedral) und E (Bahnhof Bolívar).
| Linie | Verlauf |
| ----- | --- |
|       | Plaza de Mayo – Perú – Piedras – Lima – Sáenz Peña – Congreso – Pasco – Alberti – Plaza Miserere – Loria – Castro Barros – Río de Janeiro – Acoyte – Primera Junta – Puán – Carabobo – San José de Flores – San Pedrito |